# Peter Kugler
Peter Kugler (* 1948) ist ein deutscher Anatom und emeritierter Professor für Anatomie an der Julius-Maximilians-Universität Würzburg.

## Leben
Kugler studierte von 1971 bis 1977 Humanmedizin an der Universität Regensburg und an der Technischen Universität München und promovierte 1978 im Fachbereich „Biologie und vorklinische Medizin“ der Universität Regensburg zum Thema „Histologische und histochemische Untersuchungen an Hoden, Nebenhoden und Samenleiter des Hahnes (Gallus domesticus)“. Anschließend war er bis zu seiner Habilitation zum Thema „Über angiotensinabbauende Aminopeptidasen in der Rattenniere“ 1981 als wissenschaftlicher Assistent am Institut für Anatomie und Zellbiologie der Julius-Maximilians-Universität in Würzburg tätig und wurde dort 1982 auf eine C2-Professur berufen. 1994 erfolgte der Ruf auf eine C3-Professur. 2014 wurde Kugler emeritiert und trat in den Ruhestand ein.

## Wirken
Kugler war bis zu seiner Emeritierung in der Lehre an der Würzburger Universität tätig und erhielt dafür mehrere Preise, unter anderem im Wintersemester 1988/89 und im Sommersemester 1989 den Vorlesungspreis „Goldener Reflexhammer“ der Fachschaft Medizin der Universität Würzburg, im Mai 2001 den „Preis für gute Lehre 2000“ durch den Freistaat Bayern und 2005 den „Albert Koelliker-Lehrpreis“ der Medizinischen Fakultät der Universität Würzburg. Im selben Jahr wurde er zum Ehrenmitglied der Medizinischen Akademie in Łódź ernannt. In seiner Forschung beschäftigte sich Kugler vor allem mit der Bedeutung des Neurotransmitters Glutamat im zentralen Nervensystem und publizierte über 90 Originalarbeiten und Übersichtsartikel.

## Trivia
Im Jahr 2013 war Kugler zeitweise in den Medien, als ein letztlich unbegründeter Plagiatsverdacht gegen seinen ehemaligen Doktoranden Hubert Haderthauer, den Ehemann von Christine Haderthauer, damals Bayerische Staatsministerin für Arbeit und Sozialordnung, Familie und Frauen, aufkam.